# 12374 Rakhat
12374 Rakhat eller 1994 JG9 är en asteroid i huvudbältet som upptäcktes 15 maj 1994 av den amerikanske astronomen Charles P. de Saint-Aignan vid Palomar-observatoriet. Den är uppkallad efter den fiktiva planeten Rakhat, i boken The Sparrow av Mary Doria Russell.
Asteroiden har en diameter på ungefär 5 kilometer.